# نینا ریچی (طراح مد)
نینا ریچی (ایتالیایی: Nina Ricci; ۱۸۸۳ – ۲۸ نوامبر ۱۹۷۰) با نام اصلی ماریا نیِلی (Maria Nielli) طراح مد و خیاط اهل فرانسه بود.
وی همچنین برندهٔ جوایزی همچون لژیون دونور (شوالیه) شده‌است.

## زندگی‌نامه
او در سال ۱۸۸۳ و در شهر تورین در ایتالیا متولد شد. او در سن ۱۲ سالگی به فرانسه مهاجرت کرد و در سن ۱۳ سالگی حرفه خیاطی را آغاز کرد. او در سال ۱۹۰۴ ازدواج کرد و صاحب یک فرزند پسر به نام رابرت شد. در سال ۱۹۰۸ او برای کار به یک خانه مد رفت و مدت یک دهه در آنجا مشغول بکار شد. او به همراه پسرش در سال ۱۹۳۲ خانه مد نینا ریچی را تأسیس کرد. این برند از سال ۱۹۹۸ تحت مالکیت
شرکت اسپانیایی پویگ قرار گرفته‌است.